# انتخابات الرئاسة النمساوية 1965
انتخابات الرئاسة النمساوية 1965 هي الانتخابات الرئاسية التي جرت في 23 مايو 1965، في النمسا، فاز بالانتخابات فرانز يوناس.